# Postumismo
El Postumismo es un movimiento literario el cual nació en la República Dominicana en marzo del 1921, este movimiento se caracteriza por cambiar totalmente las características del movimiento poético dominicano, abandonando la rima y haciendo que el escritor escriba los versos tal y como los pensaba sin importar la rima de cada estrofa. Este movimiento se considera iniciado y/o fundado por el escritor dominicano Domingo Moreno Jiménes, además de Andrés Avelino y  Rafael Augusto Zorrilla otro escritor que promovió este movimiento en su carrera literaria.  El Postumismo ha sido definido por los mismos postumistas y por sus detractores como "una actitud del espíritu expresada por medio de un acento emocional, en oposición al acento periódico".
Este movimiento literario hace de la poesía dominicana una obra cultural propia de la sociedad, llena de características que versan sobre la tierra, la cultura y la sociedad misma. Escribiendo los versos de acuerdo con el sentir del escritor y de un modo más natural.